# 埃奧利恩 (阿拉巴馬州)
埃奧利恩（英語：Eoline）是一個位於美國阿拉巴馬州比伯縣的非建制地區。該地的面積和人口皆未知。

## 地理
埃奧利恩的座標為32°59′43″N 87°13′56″E / 32.995278°N 87.232222°E，而該地最高點為海拔高度84米（即276英尺）。